# سيناد ياهيتش
سيناد ياهيتش (بالسلوفينية: Senad Jahić)‏ هو لاعب كرة قدم سلوفيني في مركز ظهير ‏، ولد في 13 مايو 1987 في جمهورية يوغوسلافيا الاشتراكية الاتحادية. لعب مع نادي رودار فيلينيه ونادي سايبا.

## وصلات خارجية
- سيناد ياهيتش على موقع قاعدة بيانات كرة القدم.إي يو (الإنجليزية)
- سيناد ياهيتش على موقع Soccerway.com (الإنجليزية)
- سيناد ياهيتش على موقع عالم كرة القدم.نت (الإنجليزية)